# Фауна Латвии
Фауна Латвии очень богата. Млекопитающих насчитывается 63 вида, где 19 из них могут нечаянно забрести на территорию Латвии, к примеру: обыкновенный, или пятнистый, тюлень (Phoca vitulina), обыкновенная морская свинья (Phocoena phocoena) и средняя бурозубка (Sorex caecutiens). В Латвии встречаются примерно 300 видов птиц, среди которых встречаются и те, которые являются редкими в других странах, например, орлан-белохвост (Haliaeetus albicilla), змееяд (Circaetus gallicus), чёрный аист (Ciconia nigra). Всего 29 видов рыб. Известно примерно 17 500 видов беспозвоночных животных, но возможно в Латвии могут встречаться ещё 12 000 видов. Количество видов рептилий и земноводных, из-за непрегожих к жизни климатических условий, невелико, всего 20 видов (13 видов земноводных и 7 — рептилий).

## Позвоночные Латвии
Млекопитающие являются самыми развитым классом животного царства. В мире встречаются 4500 видов млекопитающих, в Латвии обитают представители 8 отрядов млекопитающих: насекомоядные (Insectivora), рукокрылые (Chiroptera), хищные (Carnivora), китообразные (Cetacea), ластоногие (Pinnipedia) грызуны (Rodentia), зайцеобразные (Lagomorpha) и парнокопытные (Artiodactyla). В Латвии живут 63 вида, но зарегистрировано более 70 видов.